# Arrenurus bleptoptiolatus
Arrenurus bleptoptiolatus är en kvalsterart som beskrevs av Cook 1954. Arrenurus bleptoptiolatus ingår i släktet Arrenurus och familjen Arrenuridae. Inga underarter finns listade i Catalogue of Life.